# Mia Goth

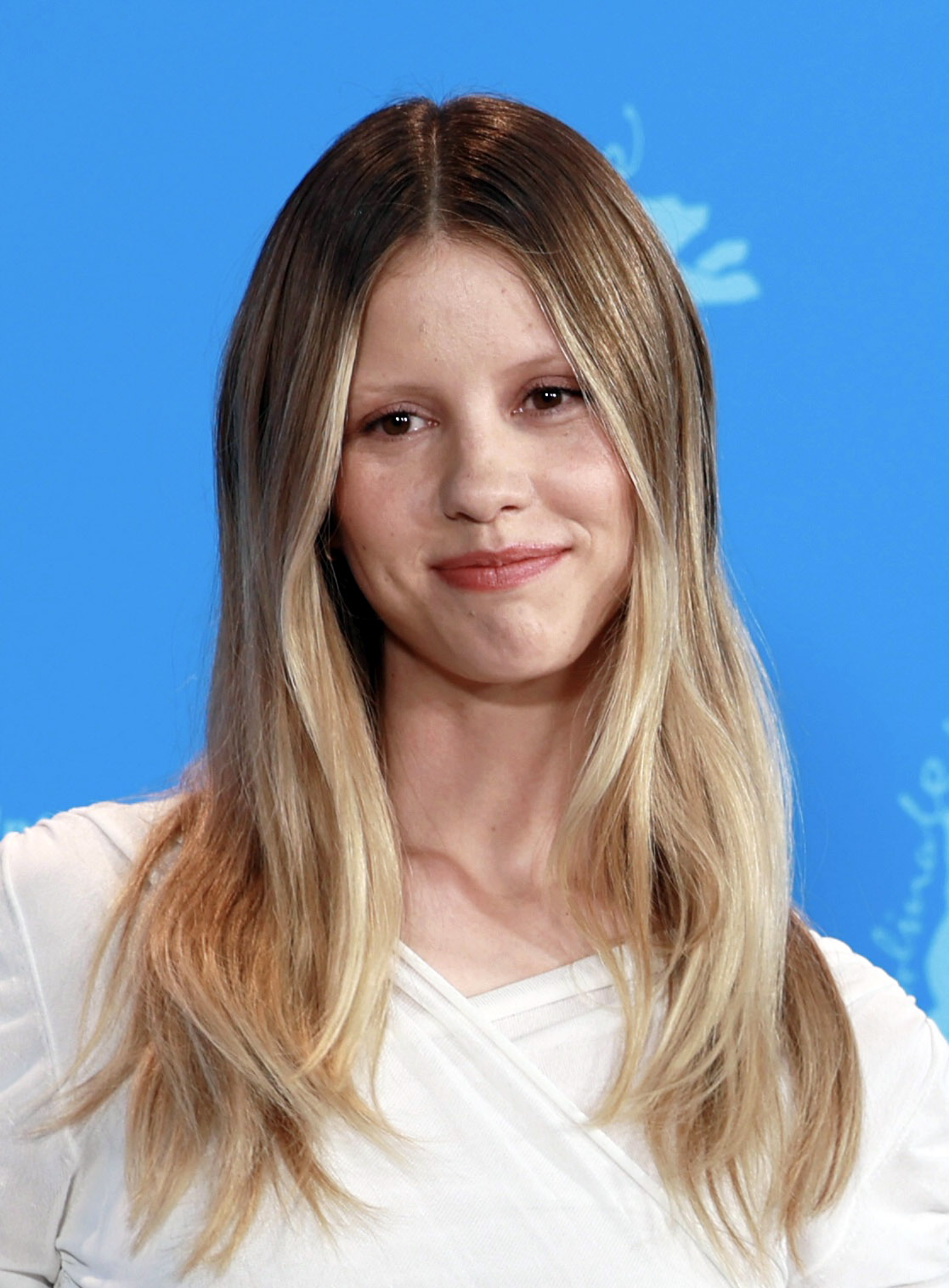
Mia Goth auf der Berlinale 2023

Mia Gypsy Mello Da Silva Goth  (* 25. Oktober 1993 in London) ist eine britische Schauspielerin.

## Leben und Karriere
Goth wurde im November 1993 als Tochter eines Kanadiers und einer Brasilianerin im Stadtbezirk Southwark in London geboren. Ihre Großeltern mütterlicherseits sind der Künstler Lee Jaffe und die Schauspielerin Maria Gladys. Als kleines Kind zog Goth mit ihrer Familie nach Rio de Janeiro, wo sie von ihrer Großmutter oft zu Dreharbeiten mitgenommen wurde. So kam sie das erste Mal mit der Filmbranche in Kontakt. Kurz darauf zog die Familie nach Kanada und schließlich, als Goth zwölf Jahre alt war, zurück nach London. Mit 13 Jahren wurde sie von der Modelagentur Storm Model Management entdeckt und begann als Model zu arbeiten.
Ihre erste Filmrolle hatte Goth in dem Erotikdrama Nymphomaniac (2013) von Lars von Trier im Alter von 20 Jahren. In dem deutsch-US-amerikanischen Mystery-Thriller A Cure for Wellness (2016) von Gore Verbinski war Goth schließlich an der Seite von Dane DeHaan in einer Hauptrolle zu sehen.
2018 sah man Goth gleich in zwei Filmen. Im italienisch-US-amerikanischen Horrorfilm Suspiria von Luca Guadagnino verkörperte sie die Rolle der Sara. Im Science-Fiction-Abenteuerfilm High Life von Regisseurin Claire Denis sah man sie in der Rolle der Boyse.
Goths bislang höchstgelobte Rolle ist wahrscheinlich die der gutherzigen Harriett Smith in Autumn de Wildes Neuverfilmung des Jane Austen Klassikers Emma (2020) an der Seite von Anya Taylor-Joy, Johnny Flynn und Josh O’Connor. Auch ihre Hauptrolle in dem Slasher-Film X (2022) wurde vielbeachtet.

## Privates
Mia Goth ist mit dem Schauspieler Shia LaBeouf verheiratet, das Paar hat eine 2022 geborene Tochter. Goth und LaBeouf waren zuvor bereits von 2012 bis 2018 ein Paar gewesen.

## Filmografie (Auswahl)
- 2013: Nymphomaniac: Teil 2 (Nymphomaniac: Vol. II)
- 2013: The Tunnel – Mord kennt keine Grenzen (The Tunnel, Fernsehserie, 3 Episoden)
- 2014: Magpie (Kurzfilm)
- 2015: The Survivalist
- 2015: Everest
- 2015: Kommissar Wallander: Lektionen der Liebe (Wallander, Fernsehserie, Episode 4x02)
- 2016: A Cure for Wellness
- 2017: Das Geheimnis von Marrowbone (Marrowbone)
- 2018: Suspiria
- 2018: High Life
- 2019: The Staggering Girl (Kurzfilm)
- 2020: Emma
- 2021: Mayday
- 2022: The House (Stimme)
- 2022: X
- 2022: Pearl (auch Drehbuch)
- 2023: Infinity Pool
- 2024: MaXXXine

## Auszeichnungen
Independent Spirit Award
- 2023: Nominierung als Beste Hauptdarstellerin (Pearl)